# Constanze Polaschek

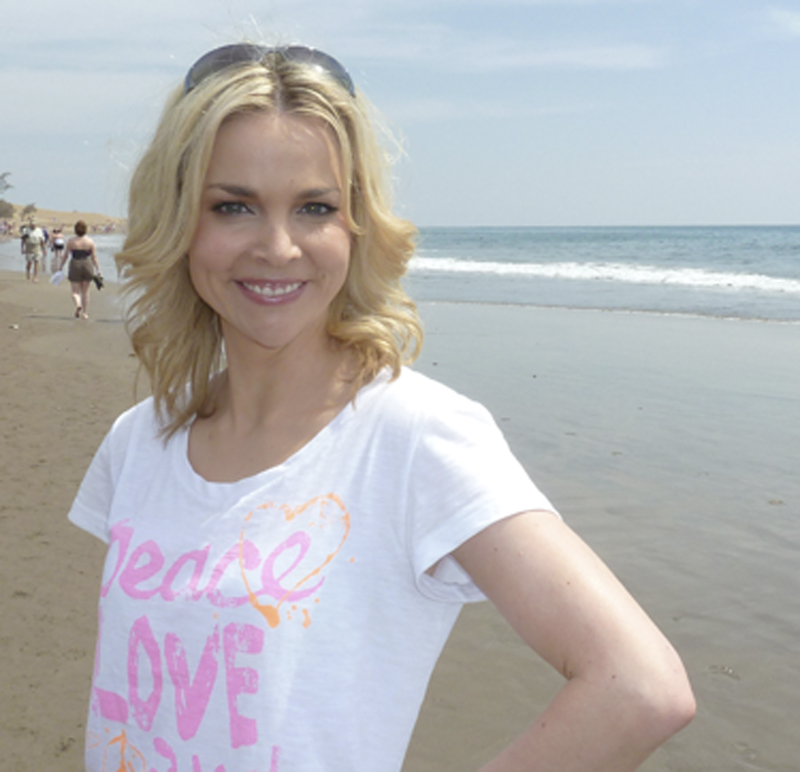
Constanze Polaschek beim Dreh für Die Frühlingsshow auf Gran Canaria 2012

Constanze Polaschek (* 13. September 1977 in Frankfurt am Main) ist eine deutsche Redakteurin und Fernsehmoderatorin.

## Werdegang
Constanze Polaschek studierte Deutsche Philologie, Anglistik und Allgemeine und Vergleichende Literaturwissenschaft. Sie beendete ihr Studium 2005 mit Magistra Artium (M.A.).
Während des Studiums sammelte Constanze Polaschek bei privaten Radio- und Fernsehstationen erste journalistische Erfahrungen. Außerdem absolvierte sie eine Moderations- und Sprechausbildung. 2003 kam Polaschek zum ZDF und arbeitet seitdem dort als Redakteurin, Moderatorin und Reporterin.
Innerhalb der Sendung hallo deutschland befragt Constanze Polaschek des Öfteren Passanten in Fußgängerzonen zu Themen des Zeitgeistes. Gespielte Naivität, aber auch Schlagfertigkeit und Humor zeichnen Blond nachgefragt aus.
Constanze Polaschek lebt mit ihrem Lebenspartner und zwei Kindern im Rheingau-Taunus-Kreis.

## Moderationen
| Format                                   | Einstieg | Ausstieg |
| hallo deutschland (Redaktion)            | 2003     |          |
| heute Nachtausgabe                       | 2003     | 2010     |
| heute Nachrichten am Vormittag (ZDFinfo) | 2007     | 2008     |
| heute 100 sec (ZDF-Internetnachrichten)  | 2009     | 2010     |
| „Blond nachgefragt“                      | 2010     |          |
| heute Sonntagvormittagsausgabe           | 2011     | 2011     |
| „Blond im Einsatz“                       | 2011     |          |